# Jeon Hun-young
Jeon Hun-young (in hangŭl: 전훈영; Incheon, 29 maggio 1994) è un'arciera sudcoreana specialista dell'arco ricurvo.
Ha vinto la medaglia d'oro a squadre femminili a Parigi 2024 insieme a Lim Si-hyeon e Nam Su-hyeon battendo in finale la squadra cinese

## Palmarès
- Giochi olimpici

Parigi 2024: oro nella gara a squadre femminili.